# David Card
David Edward Card (Guelph, 1956) es un economista canadiense especializado en el ámbito laboral y profesor de Economía en la Universidad de California en Berkeley. Fue uno de los tres galardonados con el Premio Nobel de Economía en 2021, junto a Joshua Angrist y Guido Imbens.

## Biografía
Card se graduó en Bachelor of Arts por la Universidad de Queen (Ontario) en 1978 y se doctoró en Economía en 1983 por la Universidad de Princeton, en Estados Unidos.
Entre 1988 y 1992, fue editor asociado de la Journal of Labor Economics y de 1993 a 1997, fue coeditor de Econometrica. Recibió en 1995, la Medalla John Bates Clark. En 2009 fue designado para dar la Conferencia Richard T. Ely de la Asociación estadounidense de economía, en San Francisco y en 2014 fue elegido vicepresidente de esta misma asociación, junto a Gregory Mankiw.
A principios de 1990, Card fue centro de atención, junto a Alan B. Krueger, por sus investigaciones que concluían que contrariamente al pensamiento ampliamente aceptado entre los economistas, el aumento del salario mínimo en Nueva Jersey no se había traducido en una reducción de puestos de trabajo de las empresas de comida rápida de ese estado. Aunque la metodología utilizada y su afirmación ha sido cuestionada por algunos economistas, otros muchos, entre los que se incluye Joseph Stiglitz, han aceptado los resultados de Card y Krueger.
David Card también ha hecho contribuciones fundamentales a la investigación en materia de migración, educación, formación profesional y desigualdad. Sobre la inmigración, la investigación de Card ha demostrado que el impacto económico de los nuevos inmigrantes es mínima. Card ha realizado diversos estudios de casos sobre la rápida asimilación de los grupos de inmigrantes, encontrando que tienen un impacto mínimo sobre los salarios. En una entrevista con el New York Times, Card manifestaba: «Sinceramente, creo que los argumentos económicos contra la inmigración son de segundo orden. Son casi irrelevante». Esto no implica, sin embargo, que Card crea que la inmigración se deba aumentar, simplemente que los inmigrantes no representan una amenaza para el mercado de trabajo.
A pesar de que algunas de sus investigaciones tienen fuertes implicaciones políticas, Card no ha tomado públicamente una posición sobre cuestiones políticas ni ha hecho sugerencias en este ámbito. Sin embargo su obra es citada regularmente en apoyo del aumento de la inmigración y la legislación sobre salario mínimo.
Recibió junto a Richard Blundell el Premio Fundación BBVA Fronteras del Conocimiento 2014 en la categoría de Economía, Finanzas y Gestión de Empresas por “sus contribuciones a la microeconomía empírica”, según señala el acta del jurado. «Partiendo de importantes problemas económicos de tipo empírico, desarrollaron y estimaron modelos econométricos apropiados para estas cuestiones, llevando a cabo en ese proceso contribuciones metodológicas muy significativas. Ambos se caracterizan por prestar una gran atención a aspectos institucionales, por sus diseños de investigación precisos e innovadores, su rigurosa aplicación de las herramientas económicas y por la presentación imparcial de los resultados obtenidos», continúa.
En 2021 recibió el Premio Nobel de Economía «por sus contribuciones empíricas a la economía laboral» junto con Joshua Angrist y Guido W. Imbens. Le correspondió la mitad del premio.